# Lockende Gefahr
Lockende Gefahr (später umbenannt in Uli – der junge Seefahrer) ist ein deutscher Spielfilm in Schwarzweiß aus dem Jahr 1950 von Eugen York. Das Drehbuch verfasste Artur A. Kuhnert nach seinem Originalstoff Kleiner Fisch im großen Netz. Die Hauptrollen sind mit Angelika Hauff, Walter Richter und Adi Lödel besetzt. Seine Uraufführung erlebte das Werk am 8. Dezember 1950. 

## Handlung
Der 14-jährige Uli wohnt mit seiner Mutter erst seit kurzer Zeit in Hamburg. Sein Lieblingsplatz ist der Hafen. Dort macht er eines Tages Bekanntschaft mit dem Fischer Jens. Dieser wird von vielen gemieden, weil er vor etlichen Jahren seinen besten Freund erschlug, nachdem er diesen beim Liebesspiel mit seiner untreuen Freundin ertappt hatte. Zu Ulis Bekanntschaft mit dem „Totschläger“ war es gekommen, als der Junge von ein paar Gleichaltrigen in eine Falle gelockt und ins Wasser gestürzt war, obwohl er gar nicht schwimmen konnte. Jens hatte von seinem Kutter aus den Vorgang beobachtet, den Jungen gerettet und ihm trockene Kleidung gegeben.
Als Uli am nächsten Tag die geliehene Kleidung zurückbringen will, trifft er unterwegs auf Tessy, die als Bedienung im Fischerlokal „Austernbank“ arbeitet. Ihr erzählt er von dem starken Fischer Jens und erweckt dabei Tessys Interesse an dem Mann. Bald begegnen sich die zwei in der Kneipe und finden Gefallen aneinander. Aber da ist auch noch Kalli, Jens’ Mitfahrer, der ebenfalls ein Auge auf das Schankmädel geworfen hat. Er veranlasst den Wirt, Tessy nach Hause zu schicken. Jens wird vom Wirt angelogen, das Mädchen sei aus Angst vor ihm davongelaufen, nachdem sie die Wahrheit über sein Vorleben erfahren habe. Uli hat alles bemerkt. Als Jens im Zorn auf den Wirt zugeht, wirft sich der Junge dazwischen, um seinen neuen großen Freund vor einer Dummheit zu bewahren, die seine erneute Inhaftierung zur Folge gehabt hätte. In einem vertraulichen Gespräch versichert Uli dem Fischer, dass er ihn bewundere. Dieser ist danach so gerührt, dass er sich vornimmt, den Jungen nicht mehr zu enttäuschen.
Inzwischen hat sich Tessy mit Kalli eingelassen. Heimlich schleicht das Mädchen an Bord und tauscht mit Kalli in dessen Kajüte Zärtlichkeiten aus. Als Uli seinen Freund auf dem Kutter besuchen will, merkt er gleich, was dort vorgeht. Jetzt will er mit allen Mitteln verhindern, dass Jens von Tessys Anwesenheit auf dem Schiff etwas mitbekommt, um ihn nicht erneut zu reizen. Auf hoher See fasst Kalli den Plan, seinen Rivalen Jens auszuschalten. Fast wäre es ihm auch gelungen, den Ahnungslosen über Bord zu werfen. Als jedoch Jens Kallis Absicht durchschaut, kommt es zu einem wilden Kampf. Plötzlich greift Jens zu einem Messer, aber Ulis Aufschrei bewirkt, dass er es fallen lässt. Mit wohlgezielten Boxhieben schlägt Jens Kalli zu Boden.
Ulis Mutter hat inzwischen erfahren, dass ihr Sohn bei Jens auf dem Kutter ist, und dass sich auch Tessy und Kalli an Bord befinden. Den Fischern im Hafen schwant nichts Gutes. Als der Kutter eingelaufen ist, fordert Jens seine Kollegen auf, das Schiff zu betreten. Denen wird dort gleich bewusst, was sich ereignet hat. Voller Verachtung führen die Fischer Kalli und Tessy an Land. Ulis Mutter gestattet ihrem Sohn, weiterhin mit Jens zum Fischen aufs Meer hinauszufahren.

## Produktionsnotizen
Der Film wurde im Atelier der Real-Film in Hamburg-Wandsbek produziert. Die Außenaufnahmen entstanden im Hamburger Hafen und auf der Nordsee.
Die Bauten wurden von dem Filmarchitekten Mathias Matthies geschaffen. Erna Sander steuerte die Kostüme bei. Die im Film zu hörenden Lieder, der Tango Warum zählen die Matrosen nachts die Sterne?, gesungen von Liselotte Malkowsky und der Langsame Walzer Du kleiner Fisch im großen Meer, gesungen von Bruce Low wurden von Michael Jary komponiert und von Hanns Stani bzw. Bruno Balz getextet.

## Auszeichnungen
Die FBL verlieh dem Film das Prädikat wertvoll. Er wurde 1951 bei den Filmfestspielen Venedig gezeigt.

## Kritik
Das Lexikon des internationalen Films urteilt überwiegend positiv: „Gut durchschnittlich inszeniertes, packendes Drama.“

## Quelle
- Programm zum Film: Illustrierte Film-Bühne, Vereinigte Verlagsgesellschaften Franke & Co. KG, München 2, Nummer 998